# 구리 료헤이

## 생애
일본의 홋카이도의 스나가와시에서 태어난 구리 료헤이는 고등학생 시절에 안데르센의 동화를 일본어로 번역하는 일을 시작으로 구연동화의 창작활동을 시작했다고 한다. 이후에 병원에서 10년 간을 근무하다가, 1989년에 발표한 단편 소설인 《우동 한 그릇》이 큰 성공을 거두면서, 정식으로 소설가의 길을 걷게 되었다. 그러나, 홋카이도 대학 의학부를 졸업했다고 알려진 것과는 달리, 구리 료헤이 본인은 홋카이도 대학에 재학한 일 조차 없었다는 것이 밝혀졌고, 그 이외에도 각종 사기 행각이 발각되면서 큰 물의를 빚었다. 결국, 자신의 소설의 영화화와 관련한 사기 행각으로 인해 체포되어 구속 수감되었다.

## 대표작
- 《우동 한 그릇》
- 《삶에 희망을 주는 19가지 이야기》
- 《희망을 안겨주는 삶 이야기》
- 《베짜는 공주》
- 《기적이 울리다》